# Złotniki (województwo podkarpackie)
Złotniki – wieś w Polsce położona w województwie podkarpackim, w powiecie mieleckim, w gminie Mielec.
| SIMC    | Nazwa         | Rodzaj    |
| ------- | ------------- | --------- |
| 0656108 | Kolonia       | część wsi |
| 0656114 | Majdanek      | część wsi |
| 0656120 | Oleksiekówka  | część wsi |
| 0656137 | Przed Kanałem | część wsi |
| 0656143 | Za Kanałem    | część wsi |

W latach 1975–1998 miejscowość należała administracyjnie do województwa rzeszowskiego.